# Бриджпорт (Мічиган)
Бриджпорт (англ. Bridgeport) — переписна місцевість (CDP) в США, в окрузі Сегіно штату Мічиган. Населення — 6571 особа (2020).

## Географія
Бриджпорт розташований за координатами 43°22′15″ пн. ш. 83°52′55″ зх. д. / 43.37083° пн. ш. 83.88194° зх. д. (43.370815, -83.881964).  За даними Бюро перепису населення США в 2010 році переписна місцевість мала площу 21,91 км², з яких 21,79 км² — суходіл та 0,13 км² — водойми.

## Демографія
Згідно з переписом 2010 року, у переписній місцевості мешкало 6950 осіб у 2814 домогосподарствах у складі 1881 родини. Густота населення становила 317 осіб/км².  Було 3063 помешкання (140/км²).
Расовий склад населення:
| - 57,4 % — білих - 35,5 % — чорних або афроамериканців - 0,4 % — корінних американців - 0,2 % — азіатів - 3,3 % — осіб інших рас |

До двох чи більше рас належало 3,2 %. Частка іспаномовних становила 10,8 % від усіх жителів.
За віковим діапазоном населення розподілялося таким чином: 24,0 % — особи молодші 18 років, 60,2 % — особи у віці 18—64 років, 15,8 % — особи у віці 65 років та старші. Медіана віку мешканця становила 41,5 року. На 100 осіб жіночої статі у переписній місцевості припадало 86,1 чоловіків;  на 100 жінок у віці від 18 років та старших — 82,1 чоловіків також старших 18 років.
Середній дохід на одне домашнє господарство  становив 45 101 долар США (медіана — 37 095), а середній дохід на одну сім'ю — 54 392 долари (медіана — 50 082). Медіана доходів становила 32 387 доларів для чоловіків та 32 156 доларів для жінок. За межею бідності перебувало 22,0 % осіб, у тому числі 40,8 % дітей у віці до 18 років та 5,0 % осіб у віці 65 років та старших.
Цивільне працевлаштоване населення становило 2598 осіб. Основні галузі зайнятості: освіта, охорона здоров'я та соціальна допомога — 23,6 %, виробництво — 15,3 %, роздрібна торгівля — 13,1 %, мистецтво, розваги та відпочинок — 11,4 %.